# Sokles (Töpfer)
Sokles war ein griechischer Töpfer, tätig in der Mitte des 6. Jahrhunderts v. Chr. in Athen.
Von ihm sind folgende signierte Kleinmeister-Schalen bzw. Fragmente davon bekannt, die alle vom Sokles-Maler dekoriert wurden:
- Berlin, Antikensammlung F 1781
- Bolligen, Sammlung Rolf Blatter
- Daskyleion, Ausgrabung E 108.107

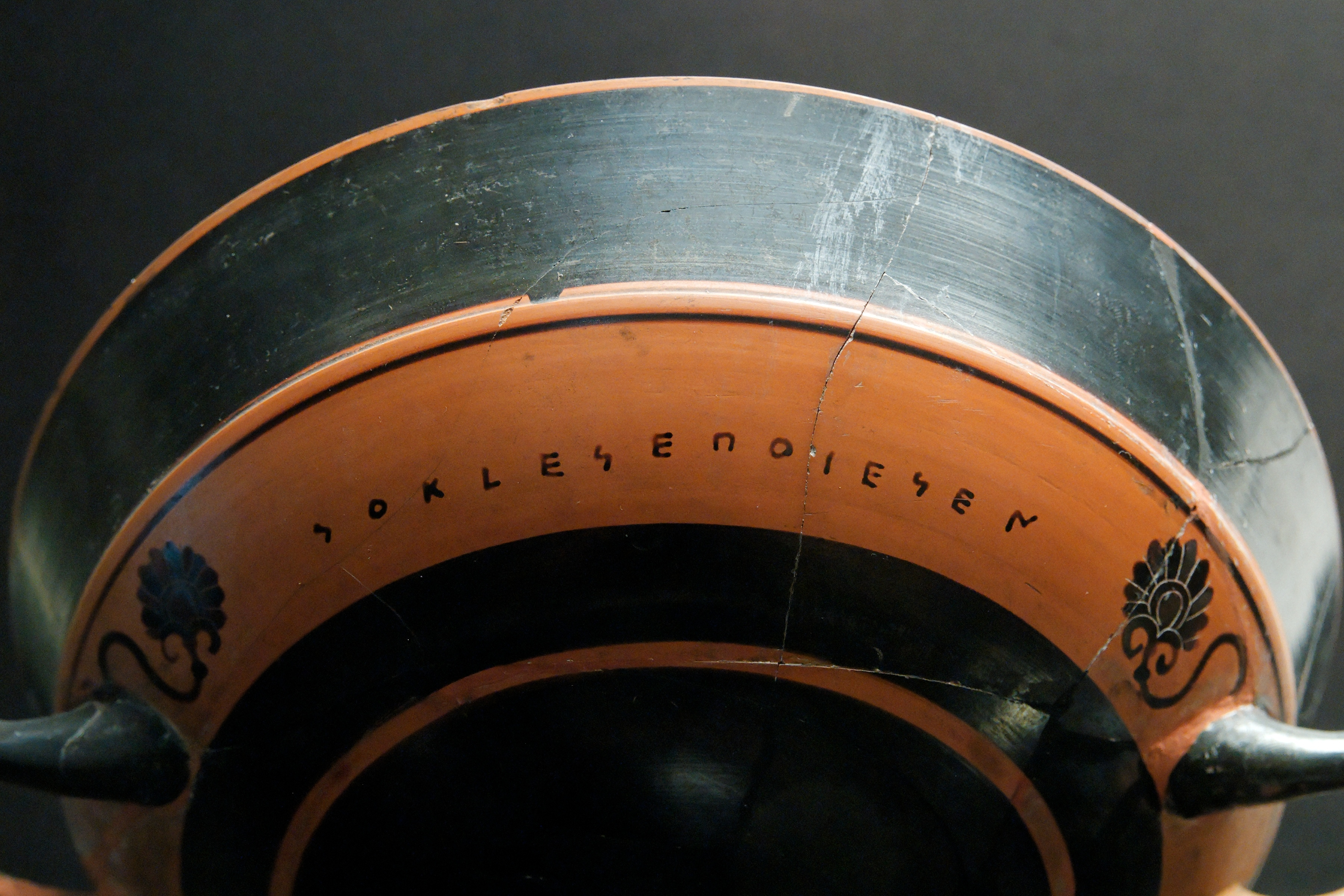
Madrid 10947

- Madrid, Museo Arqueologico Nacional 10947 (L 56)
- Malibu (CA), J. Paul Getty Museum 86.AE.158
- Oxford, Ashmolean Museum 1929.498
- Schweiz, Privatsammlung
- Taranto, Museo Archeologico Nazionale 20910

Er gehört zu den Kleinmeistern.
Auf einem rotfigurigen Teller in Paris, Musee du Louvre CA 2181, der von einem Maler nahe dem Paseas bemalt wurde, findet sich die Signatur eines Töpfers Soklees. Ob dieser mit dem schwarzfigurigen Töpfer identisch ist, ist ungeklärt; möglicherweise ist die Signatur auch nicht echt.